# Tap code
| La table du code frappé à alphabet romain |   |   |     |   |   |
|                                           | 1 | 2 | 3   | 4 | 5 |
| 1                                         | A | B | C/K | D | E |
| 2                                         | F | G | H   | I | J |
| 3                                         | L | M | N   | O | P |
| 4                                         | Q | R | S   | T | U |
| 5                                         | V | W | X   | Y | Z |

Le code frappé (en anglais, tap code) est une méthode très simple d'encodage de texte qui est transmis en frappant des séries de coups, d'où son nom. Le code frappé a été utilisé par les prisonniers pour communiquer entre eux, en frappant contre des tuyaux en métal ou contre les murs d'une cellule.

## Fonctionnement
Le code frappé est basé sur un carré de Polybe constitué d'une grille 5×5 de lettres de l' alphabet latin (à l'exception de la lettre K, qui est représentée par C).
Le receveur du signal a juste besoin de bien différencier les silences longs et les silences courts afin d'isoler des lettres.
Chaque lettre est communiquée en frappant deux nombres, le premier désignant la ligne et le second la colonne. Par exemple, pour transmettre la lettre B, on frappe une fois, on marque une pause, puis on frappe à deux reprises.
Pour communiquer le mot « boire », le codage serait le suivant (la durée de la pause entre chaque nombre dans une paire est plus petite que la pause entre les lettres) :
| B    | O        | I       | R       | E       |
| ---- | -------- | ------- | ------- | ------- |
| 1, 2 | 3, 4     | 2, 4    | 4, 2    | 1, 5    |
| · ·· | ··· ···· | ·· ···· | ···· ·· | · ····· |

La lettre X est utilisée pour séparer les phrases et K pour les accusés de réception.
La transmission d'une seule lettre étant relativement longue, les détenus utilisent souvent des abréviations et des acronymes pour les objets courants ou des expressions, comme « BN » pour « Bonne nuit », ou « DVB » pour « Dieu vous bénisse ».
Par comparaison, le code Morse international est plus difficile car un novice doit posséder un aide-mémoire papier (jusqu'à ce qu'il se souvienne de chaque lettre du code), ce qui peut aussi poser des problèmes de sécurité car des adversaires pourraient l’intercepter.
Au contraire, le code frappé peut être décodé facilement en connaissant la suite A, F, L, Q, V puis en récitant mentalement l'alphabet. Par exemple, le récepteur qui entend quatre coups compte « A... F... L... Q » ; puis, après la pause, s'il entend trois coups, il compte « Q... R... S... », obtenant ainsi le résultat, la lettre S.

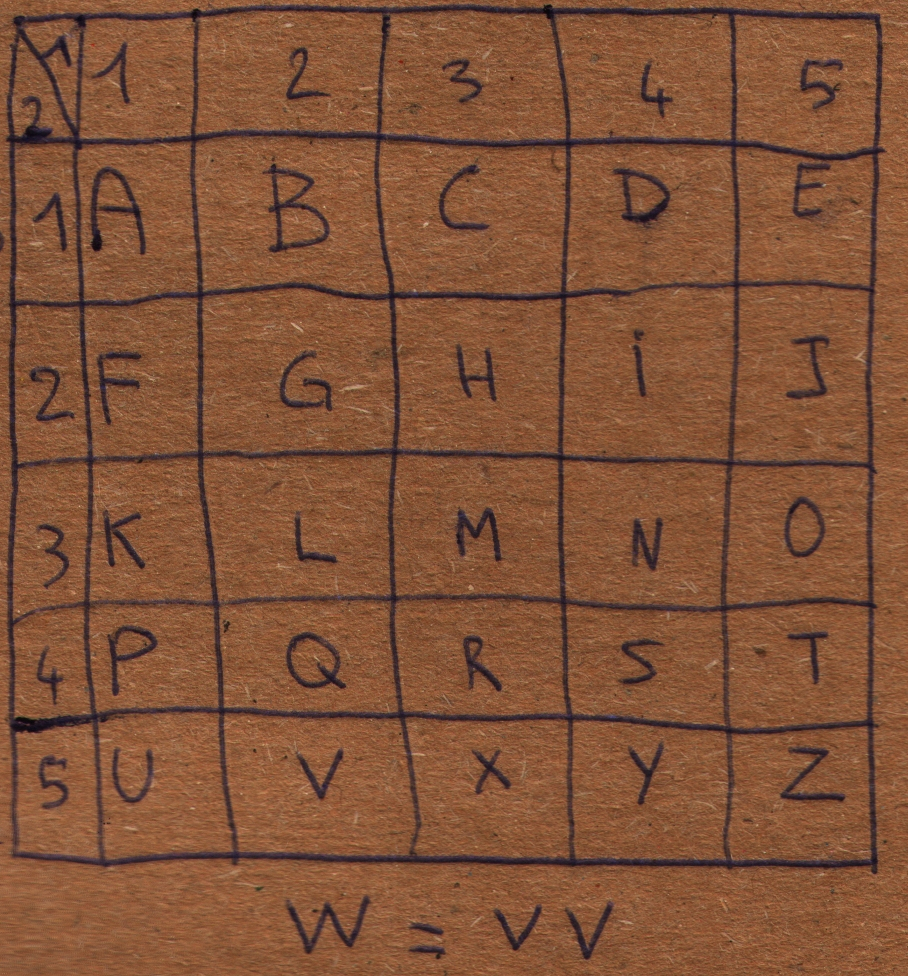
Parfois, W est remplacé par VV.

## Histoire
L'origine du code frappé remonte au Carré de Polybe inventé en la Grèce antique. Une version pour l'alphabet cyrillique aurait été utilisée par les prisonniers nihilistes persécutés par les Tsars Russes. Le code frappé apparaît dans le classique d'Arthur Koestler de 1941, Le Zéro et l'Infini.
Des prisonniers de guerre américains de la Guerre du Vietnam sont connus pour avoir utilisé le code frappé. Il a été introduit en juin 1965 par quatre prisonniers de guerre détenus dans la prison « Hỏa Lò Prison » ("Hanoi Hilton") : le Capitaine Carlyle « Smitty » Harris, le Lieutenant Philippe Butler, le Lieutenant Robert Peel, et le Lieutenant Commandant Robert Shumaker. Harris avait entendu dire que des prisonniers de la seconde Guerre Mondiale avaient utilisé le code frappé, et se rappelait qu'un instructeur de l'US Air Force  en avait parlé,.
Au Vietnam, le code frappé est devenu un très bon moyen de communication pour des prisonniers par ailleurs isolés. À l'insu des gardes, ils pouvaient communiquer diverses informations entre les cellules : connaître les questions posées lors des interrogatoires (afin que tout le monde reste cohérent avec une histoire fallacieuse), savoir qui était blessé ou permettre les dons de nourriture. Le code étant facile à enseigner, les nouveaux prisonniers le maîtrisaient en quelques jours,. Les prisonniers l'utilisaient même en se tapotant sur les cuisses lorsqu'ils devaient rester assis les uns à côté des autres sans autorisation de parler. En surmontant l'isolement grâce au code frappé, des prisonniers ont rapporté avoir été en mesure de maintenir une chaîne de commandement et de maintenir le moral des troupes.